# Acmadenia argillophila
Acmadenia argillophila är en vinruteväxtart som beskrevs av I. Williams. Acmadenia argillophila ingår i släktet Acmadenia och familjen vinruteväxter. Inga underarter finns listade i Catalogue of Life.